# هارموني (مقاطعة روك)
هارموني، مقاطعة روك (بالإنجليزية: Harmony, Rock County, Wisconsin)‏ هي بلدة تقع بولاية ويسكونسن في الولايات المتحدة. تبلغ مساحتها 62.2 (كم²)، وترتفع عن سطح البحر 278 م، بلغ عدد سكانها 2351 نسمة في عام 2000 حسب إحصاء مكتب تعداد الولايات المتحدة وتصل الكثافة السكانية فيها 37.9 نسمة/كم2.

## وصلات خارجية
- http://townofharmony.com/
- The US50 - Cities and Towns in Wisconsin State
- Wisconsin Cities and Towns, Facts, Map, Flag, Colleges, Government, and More